# Orloj

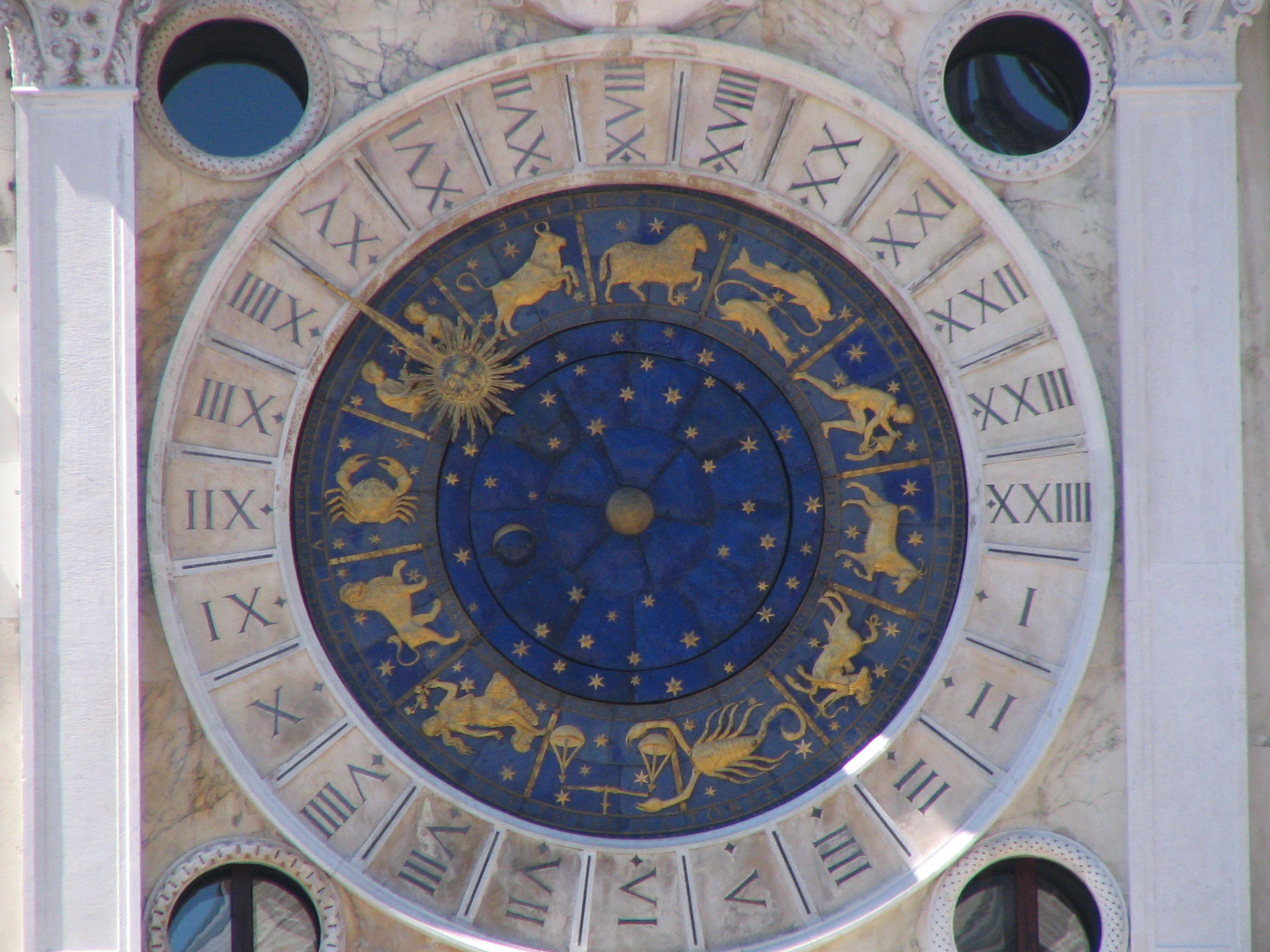
Orloj na Hodinové věži v Benátkách

Orloj (z lat. horologium, hodiny, a ital. orologio) jsou obvykle věžní hodiny, které kromě času ukazují další údaje, například polohu Slunce a Měsíce na obloze, případně fázi Měsíce, polohy dalších planet, sluneční čas a další. V určitém smyslu lze orloj považovat za předchůdce planetária.

## Historie
Podobná konstrukce s ozubenými koly je známa už z antiky (Mechanismus z Antikythéry), ovšem bez vlastního pohybu. Po vynálezu mechanických hodin koncem 13. století zkonstruoval první orloj (astrarium) Jacopa de Dondi v Padově v roce 1344. Orloje patřily na přelomu středověku a novověku k vrcholným produktům soudobé astronomie, matematiky a mechaniky. Většinou ukazovaly jen polohy Slunce a Měsíce, i když Dondiho Astrarium prý ukazovalo i další planety.

## Konstrukce

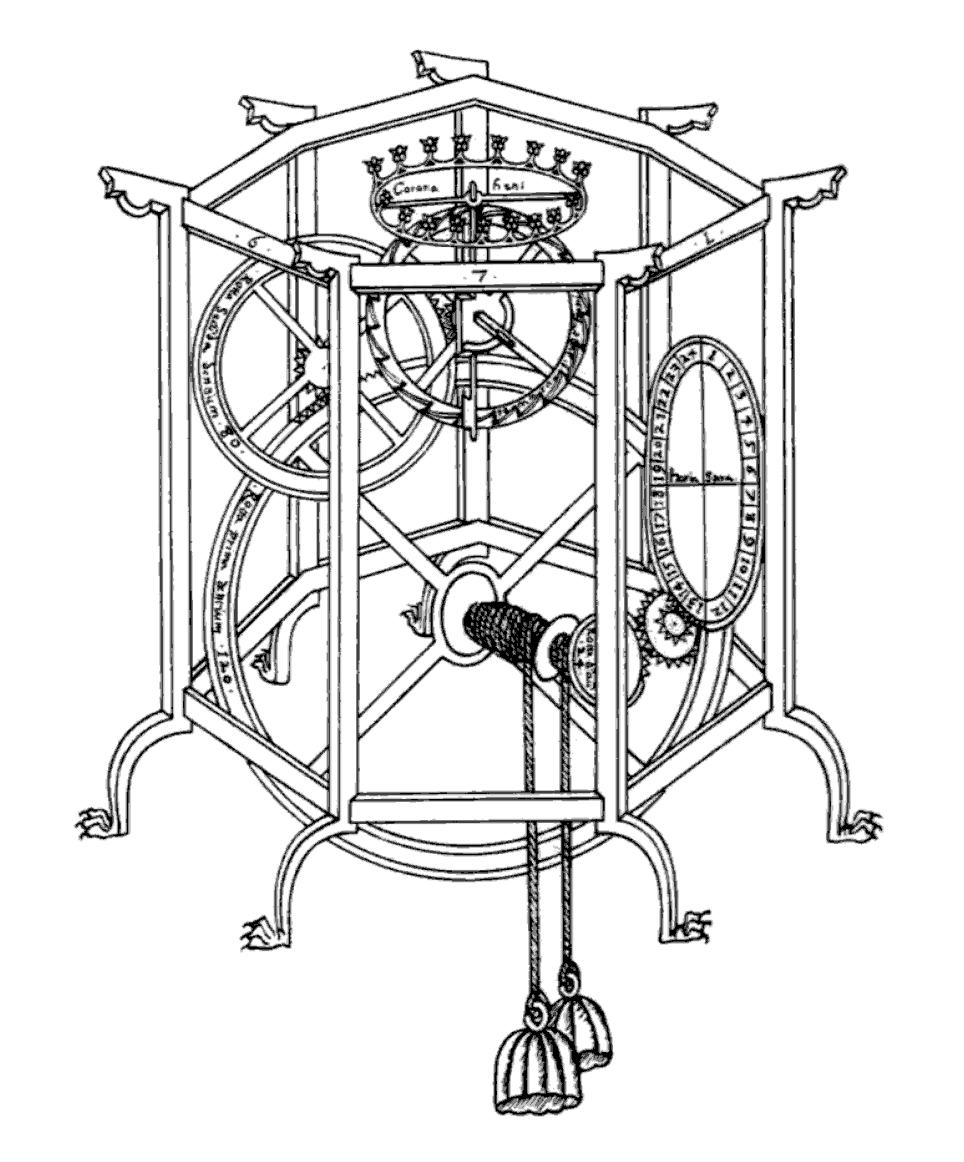
Hodinová část Dondiho astraria

Středověké orloje mají běžný hodinový stroj s lihýřem a pohonem závažím. Od hlavního hodinového hřídele se ozubeným převodem odvozují další (pomalejší) pohyby zvířetníku a Měsíce. Hlavní rozdíl je v uspořádání ciferníku. Některé orloje (Benátky, Brescia, Wells aj.) měly 24hodinový ciferník s hodinovou ručkou, pohyb Měsíce znázorňovala buď další ručka, nebo se fáze Měsíce ukazovaly mimo ciferník. Zvířetník byl na pohyblivém mezikruží ciferníku. Jiné orloje (Bern, Lund, Praha, Rostock aj.) užívaly konstrukci astrolábu s excentrickým zvířetníkem a symboly Slunce a Měsíce, které se na příslušných ručkách posouvají. Orloj tak ukazuje i jejich výšku nad obzorem, případně tzv. babylonský čas.

## Orloje v Česku

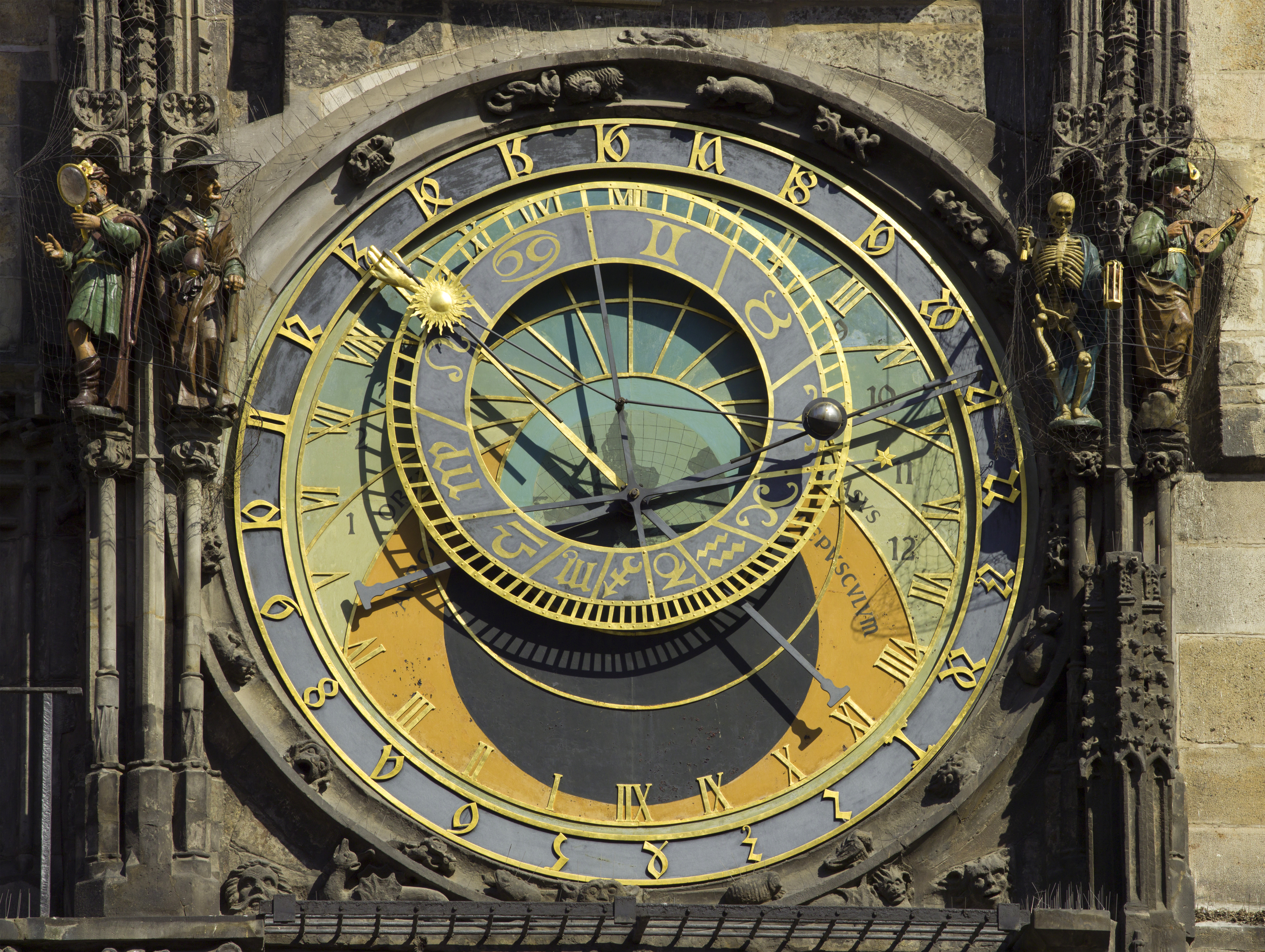
Astronomický ciferník Staroměstského orloje v Praze

Orloje v Česku měly původně ciferník dělený na 24 hodin, ale od 17. století byly příležitostně nahrazovány ciferníkem na 12 hodin.
Nejstarší zmínka o orloji v Česku je v Kutné Hoře z roku 1375, kdy opravoval stříšku nad orlojem tesař Hana. Starý orloj shořel roku 1555.
Jeden z nejznámějších a nejlépe zachovaných je Staroměstský orloj umístěný na věži Staroměstské radnice na Staroměstském náměstí v Praze. Byl zkonstruován v roce 1410 a dále upravován a rozšiřován, mj. jeho domnělým tvůrcem, orlojníkem mistrem Hanušem (ten zkonstruoval orloj v Jindřichově Hradci). Skutečného autora orloje, Mikuláše z Kadaně, připomíná v jeho rodišti nefunkční replika astronomické části orloje.
Hodiny (orloj) měla Litomyšl minimálně roku 1457. Hodinář z Litomyšle dodal na věž Pražského hradu orloj roku 1568.
Jediným heliocentrickým orlojem v Česku je Olomoucký orloj, postavený v 15. století (první písemná zmínka až roku 1519) a kompletně přestavěný v padesátých letech 20. století v duchu socialistického realismu.
Třetím největším orlojem v Česku je Chmelový orloj v Žatci, součást komplexu Chrámu chmele a piva, spuštěný v srpnu 2010. 
Menší novodobé orloje se nacházejí na Nové radnici v Prostějově a na radnici v Litomyšli. Za orloj lze považovat také hodiny v Uherském Brodě, ukazující fáze Měsíce a obdobný hodinový stroj s poskakujícími kozlíky na Masarykově náměstí v Pelhřimově. Orloj v Kryštofově Údolí, inspirovaný pražským orlojem, původně nebyl orlojem v pravém slova smyslu; později byl rozšířen o zobrazení fází Měsíce a znamení zvěrokruhu. Za orloj je také nepřesně označován brněnský hodinový stroj sestrojený roku 2010. Za skromný orloj by se také daly považovat astronomické hodiny u hvězdárny v Třebíči, postavené v roce 2017. Roku 2020 si postavil orloj na svém pozemku na Točné (součást Prahy 12) Jiří Havlíček. Poměrně nový orloj označený jako pohádkový se nachází také na novostavbě Divadla loutek v Ostravě a jednotlivé figury zde představují ze dřeva řezané loutky. Podobně jako v Praze je s otevíracími okénky a postavy různých pohádkových bytostí jsou umístěny na otočném zařízení, načež se v pořadí i zjevují a mizí. 

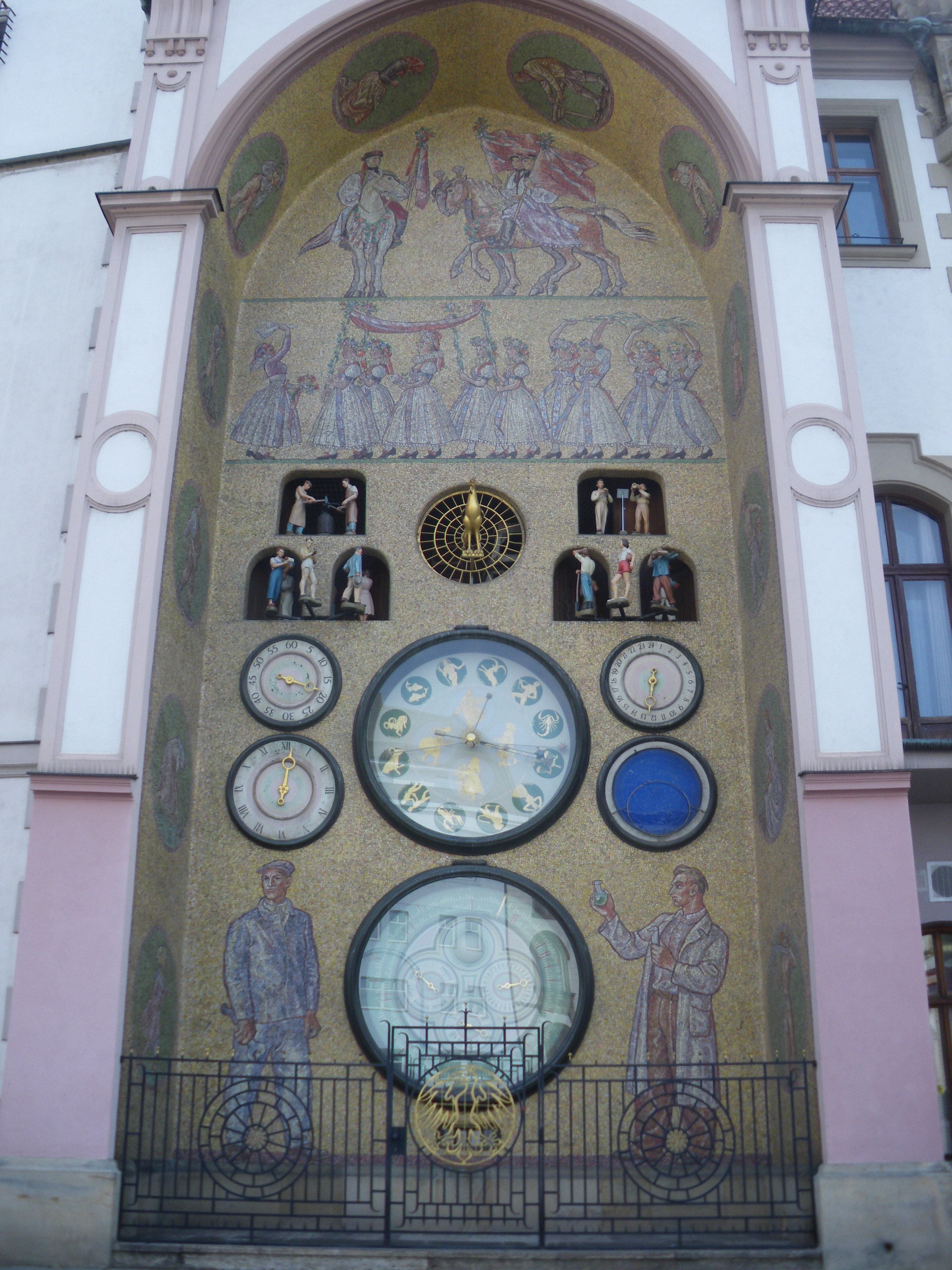
Olomoucký orloj
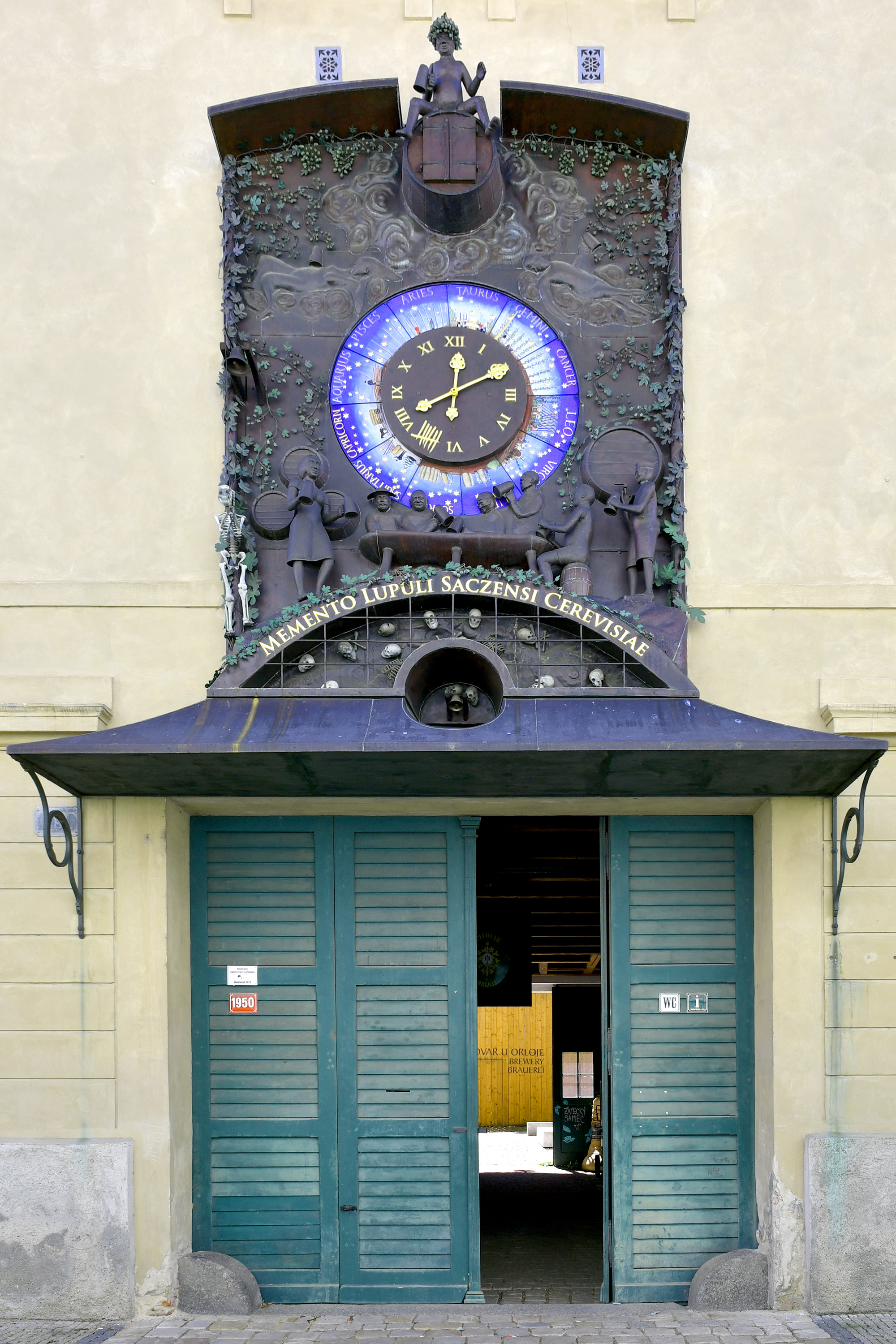
Chmelový orloj v Žatci
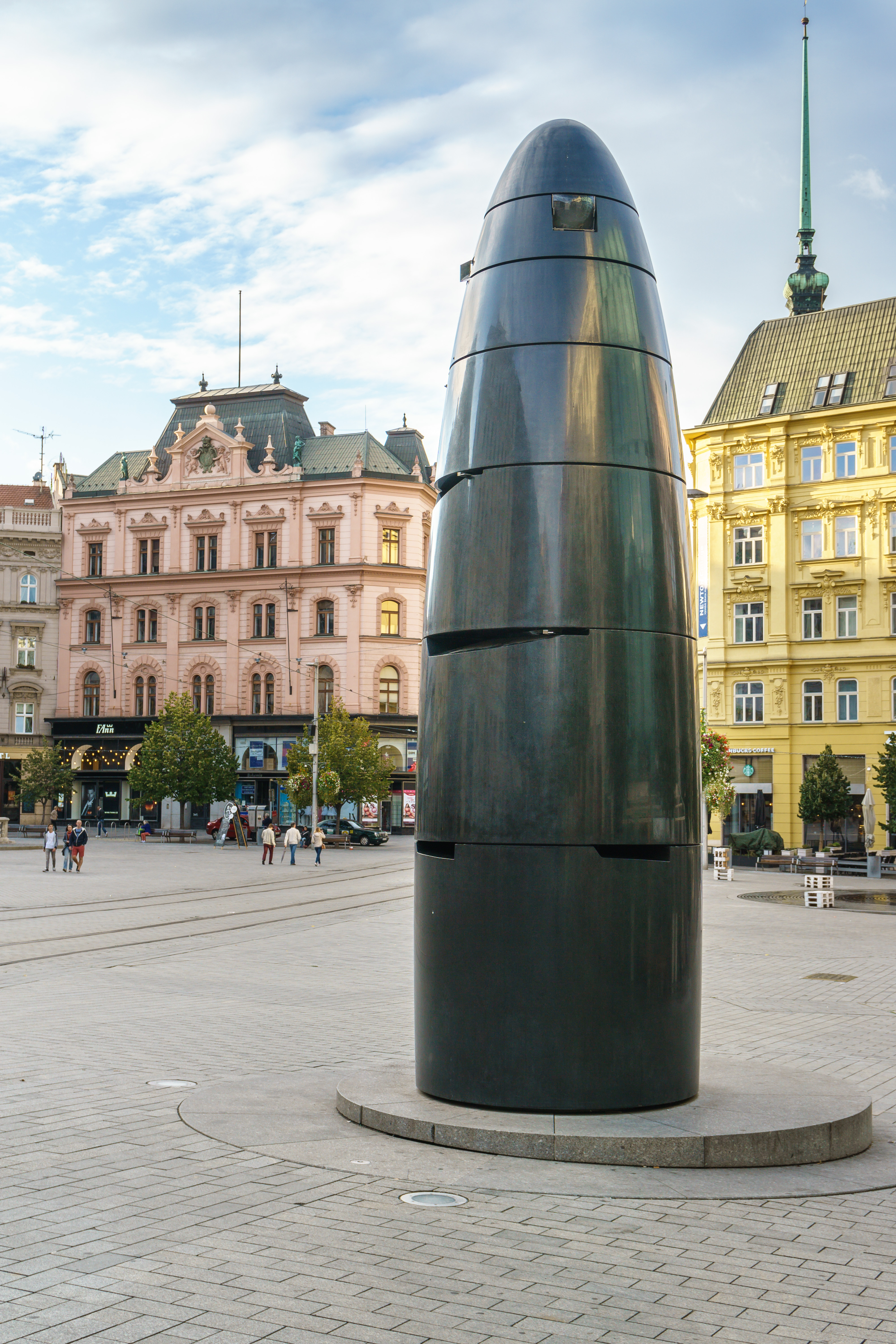
Brněnský hodinový stroj
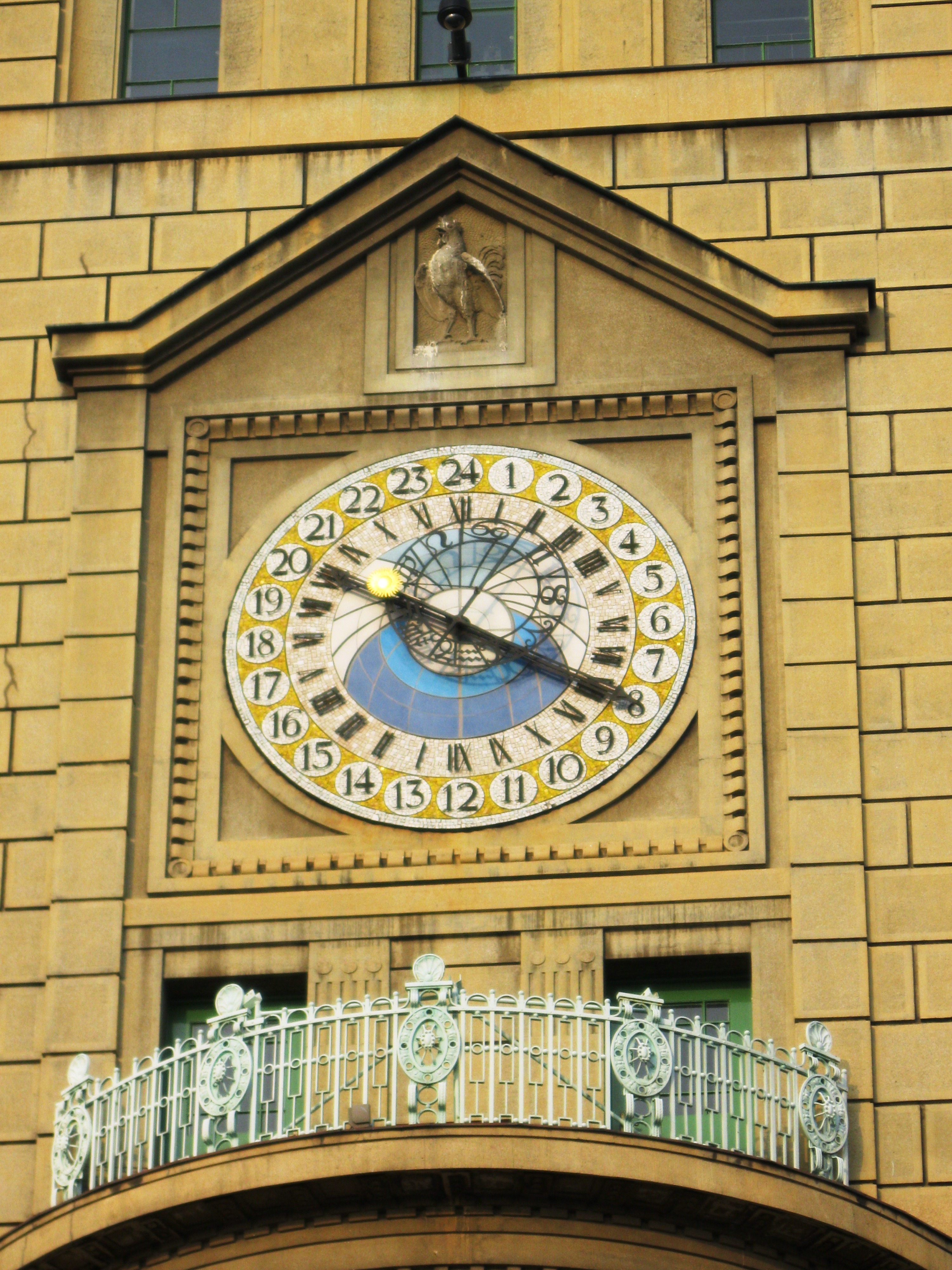
Hodiny na Nové radnici v Prostějově
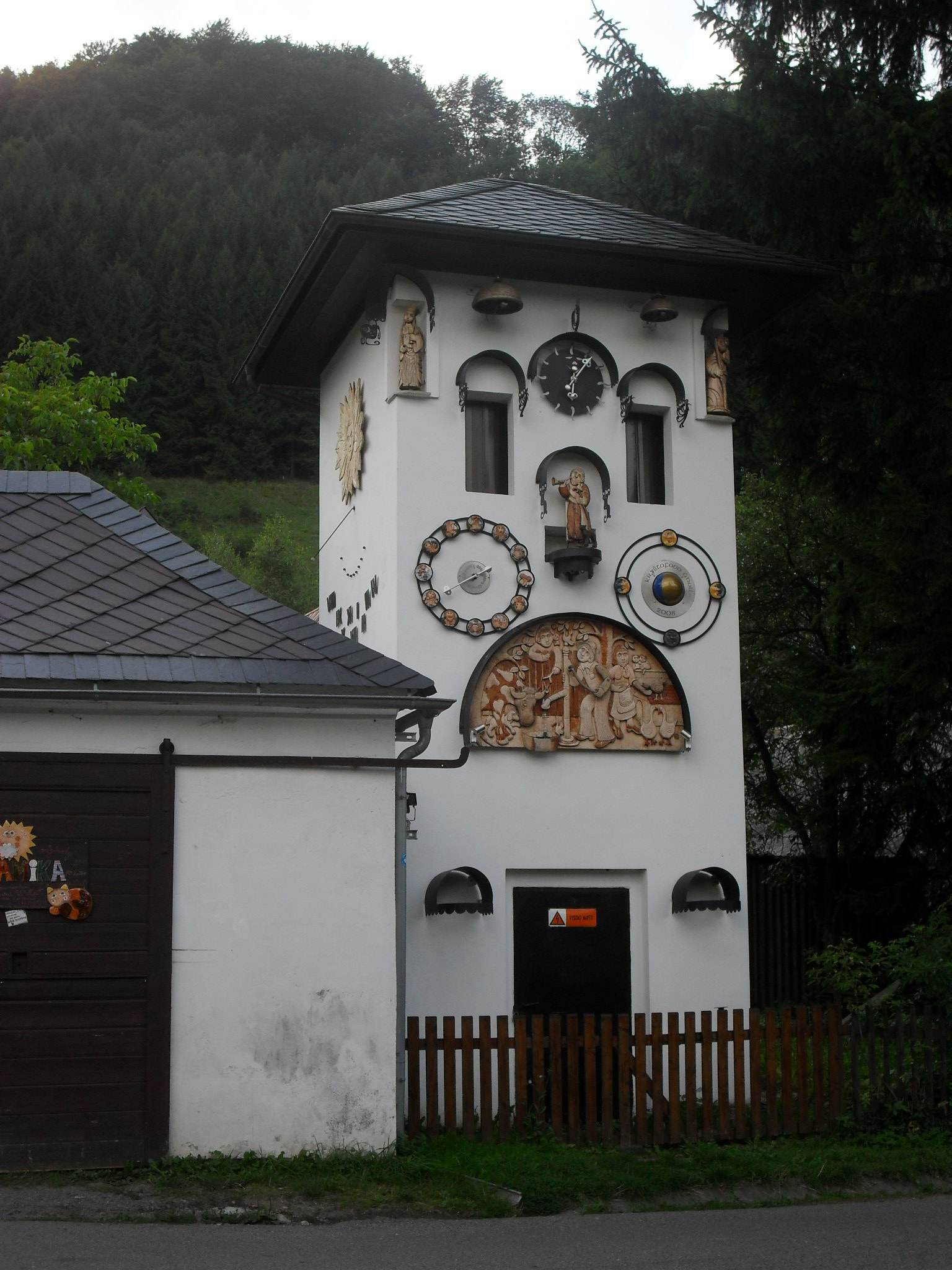
Orloj v Kryštofově Údolí u Liberce
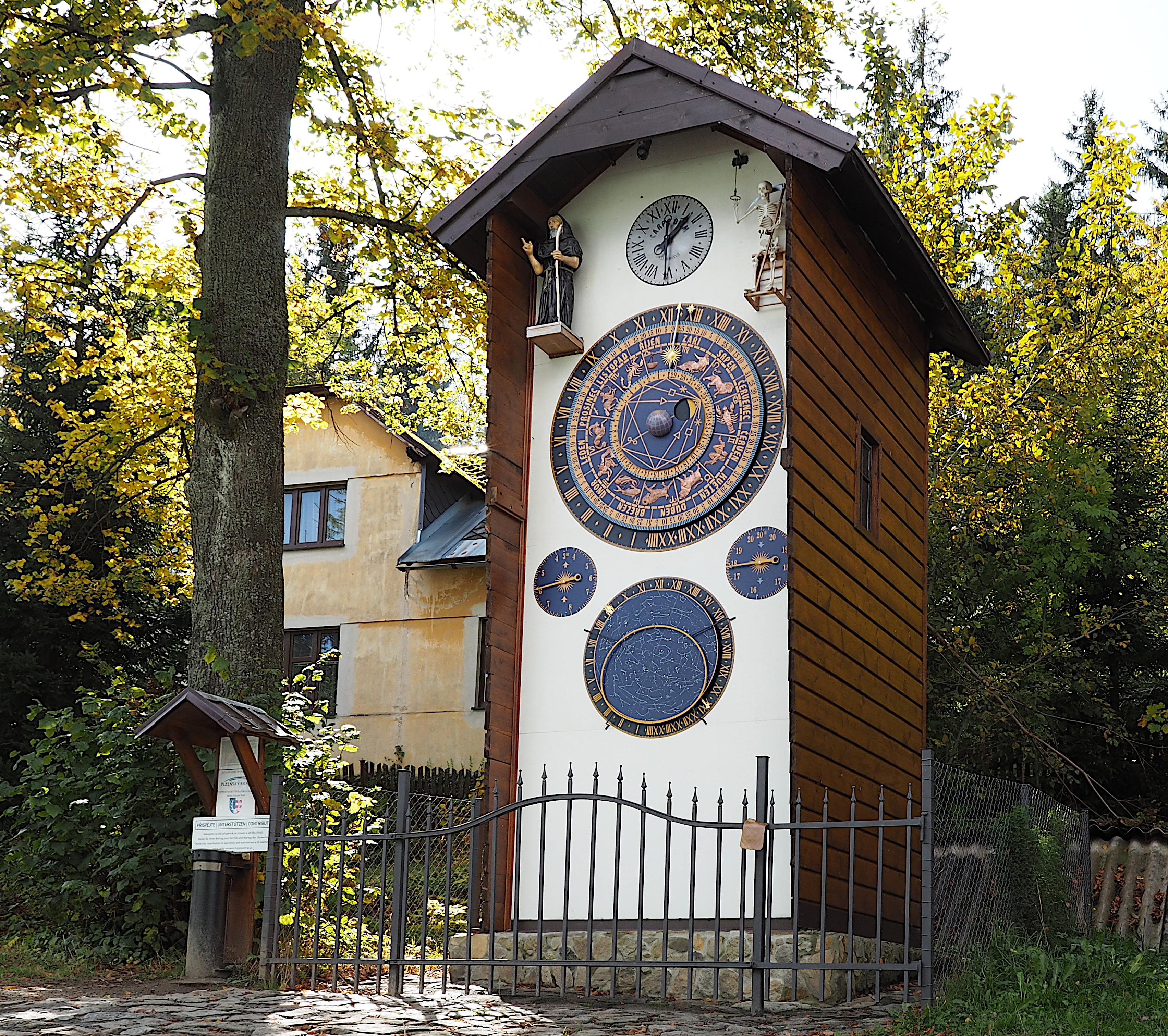
Orloj v Hojsově Stráži na Šumavě
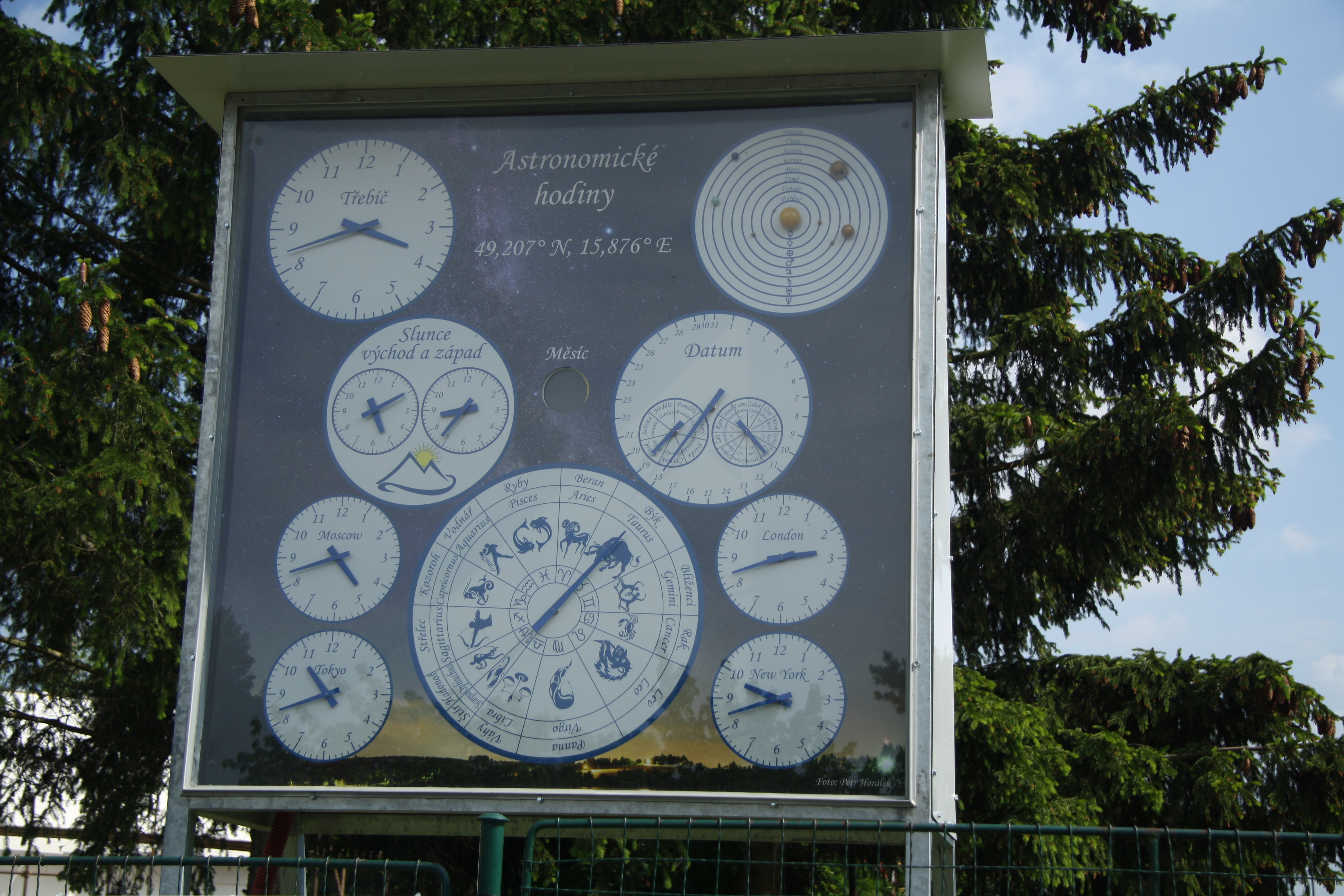
Astronomické hodiny u hvězdárny v Třebíči
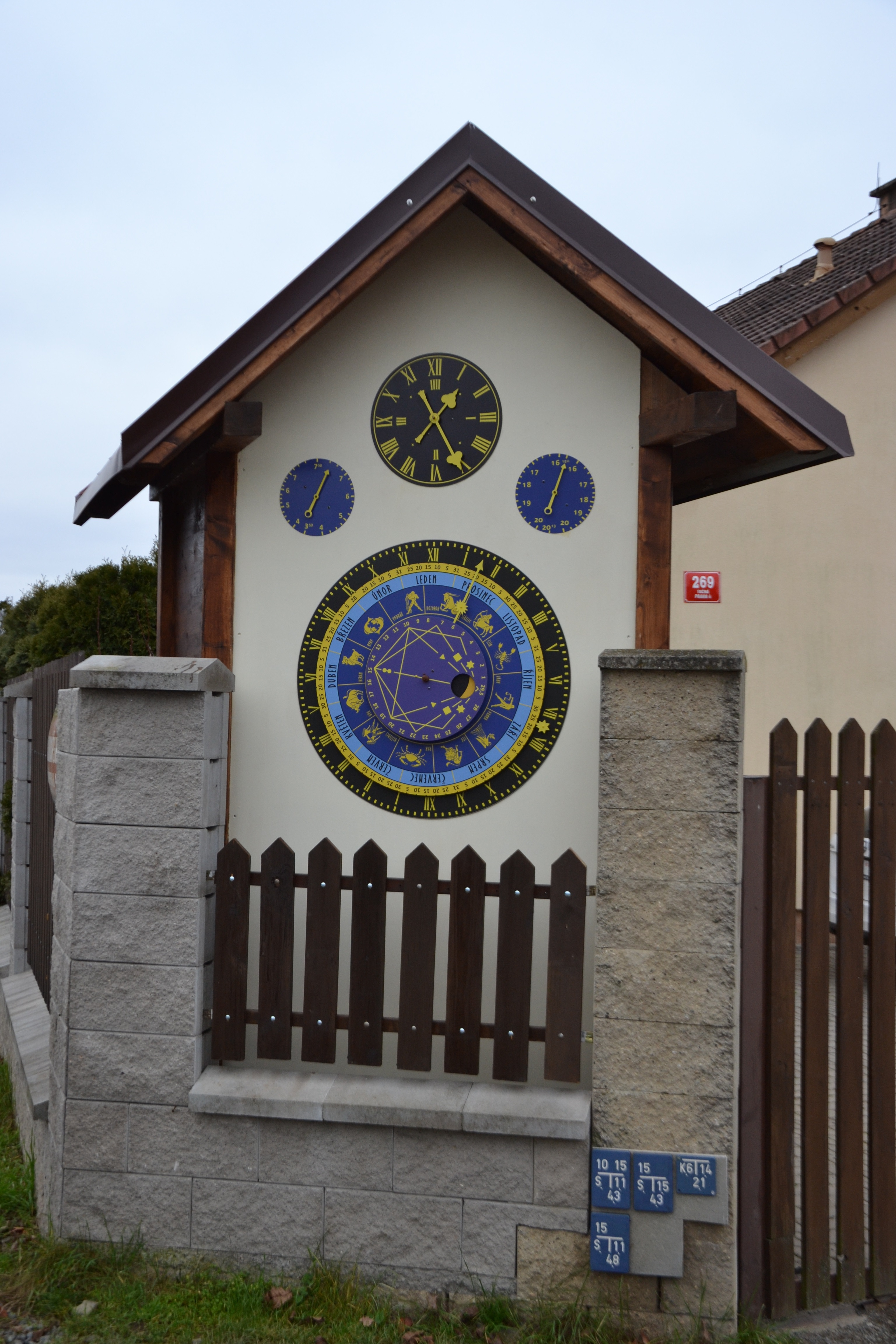
Orloj Jiřího Havlíčka z Točné (Praha 12)

## Orloje v dalších zemích Evropy

### Významné historické orloje
- Itálie – Benátky, Brescia, Clusone, Cremona, Modena, Messina, Padova,
- Německo –  Heilbronn, Rostock, Lübeck, Münster, Mnichov, Norimberk, Rostock, Stralsund
- Francie – Beauvais, Besançon, Bourges, Lyon, Ploërmel, Rouen,Štrasburk
- Anglie – Exeter, Hampton Court, Leicester, Minster, Ottery St Mary, York, Wells, Wimborne
- Skandinávie –  Dánsko: Kodaň, Švédsko: katedrála v Lundu)
- Chorvatsko – Dubrovník
- Polsko – Gdaňsk
- Švýcarsko – Bern, Zug
- Rusko – Kremelský orloj v moskevském Kremlu dal jméno i stejnojmenné divadelní hře).

Stolní orloje se zhotovovaly od konce 16. století, prosluli jimi němečtí hodináři v Augsburgu a Drážďanech.  

### Repliky a novodobé orloje
- Repliky Staroměstského orloje: v Tokiu (park u Nishi-Shinjuku Tower) a v Soulu (Castle Praha). Astroláb mají okopírován z pražského orloje, a proto jejich astronomické údaje nejsou platné pro zeměpisnou polohu těchto měst.
- Mnichov - na budově muzea (1935)
- Slovensko: k nejmladším patří orloj v obci Stará Bystrica dokončený v roce 2009.

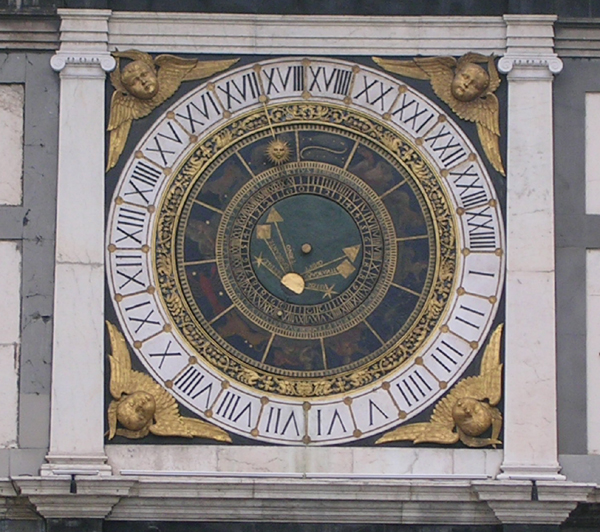
Torre dell'Orologio v Brescii
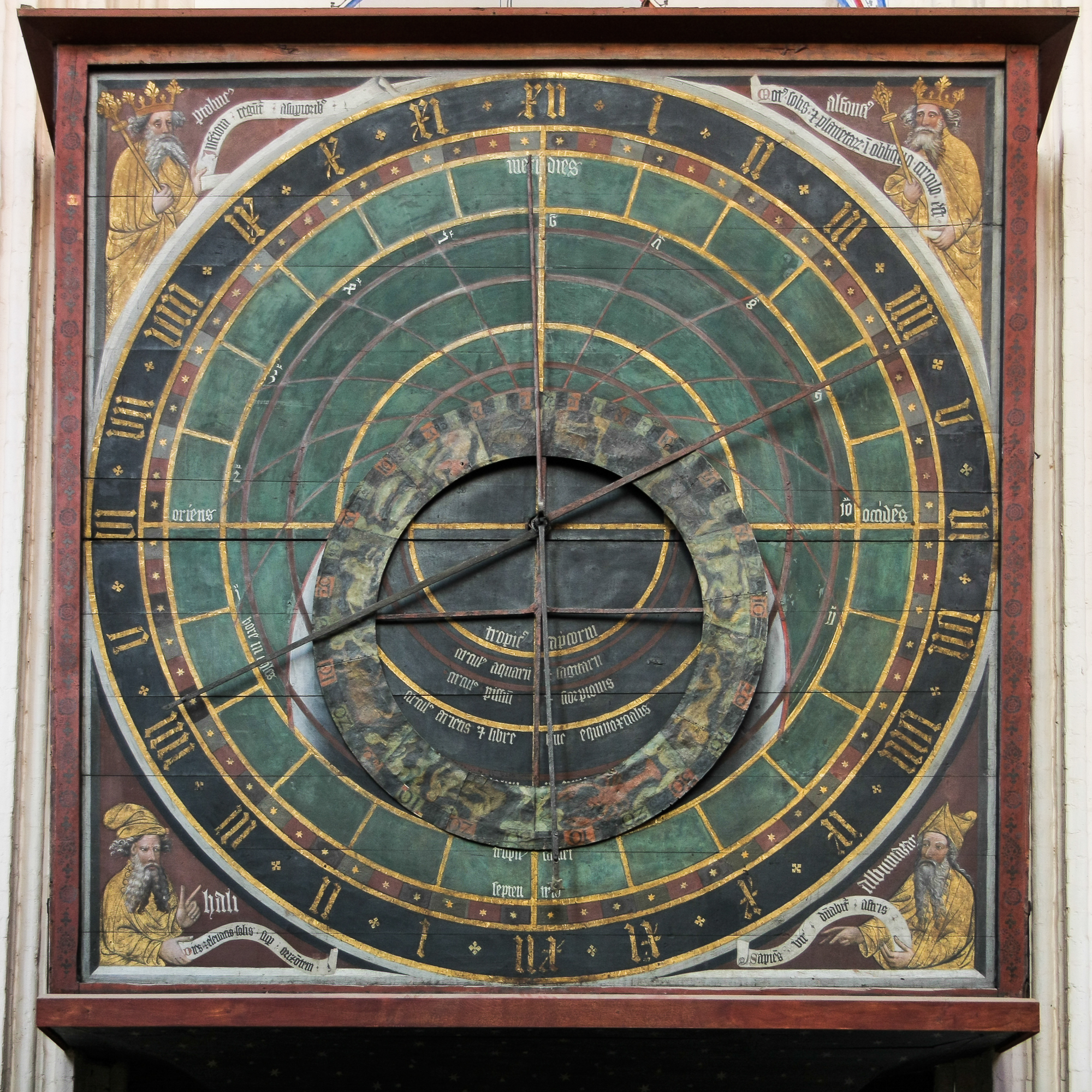
Orloj ve Stralsundu (1394)
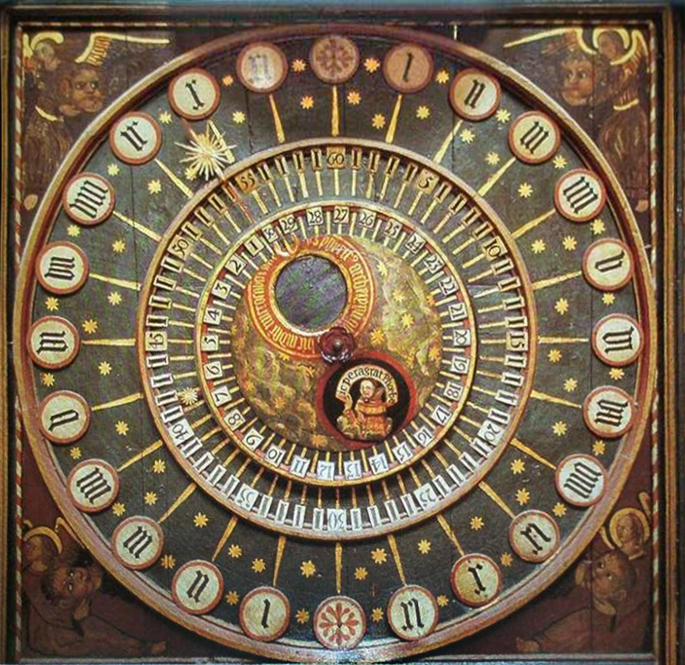
Katedrála ve Wellsu
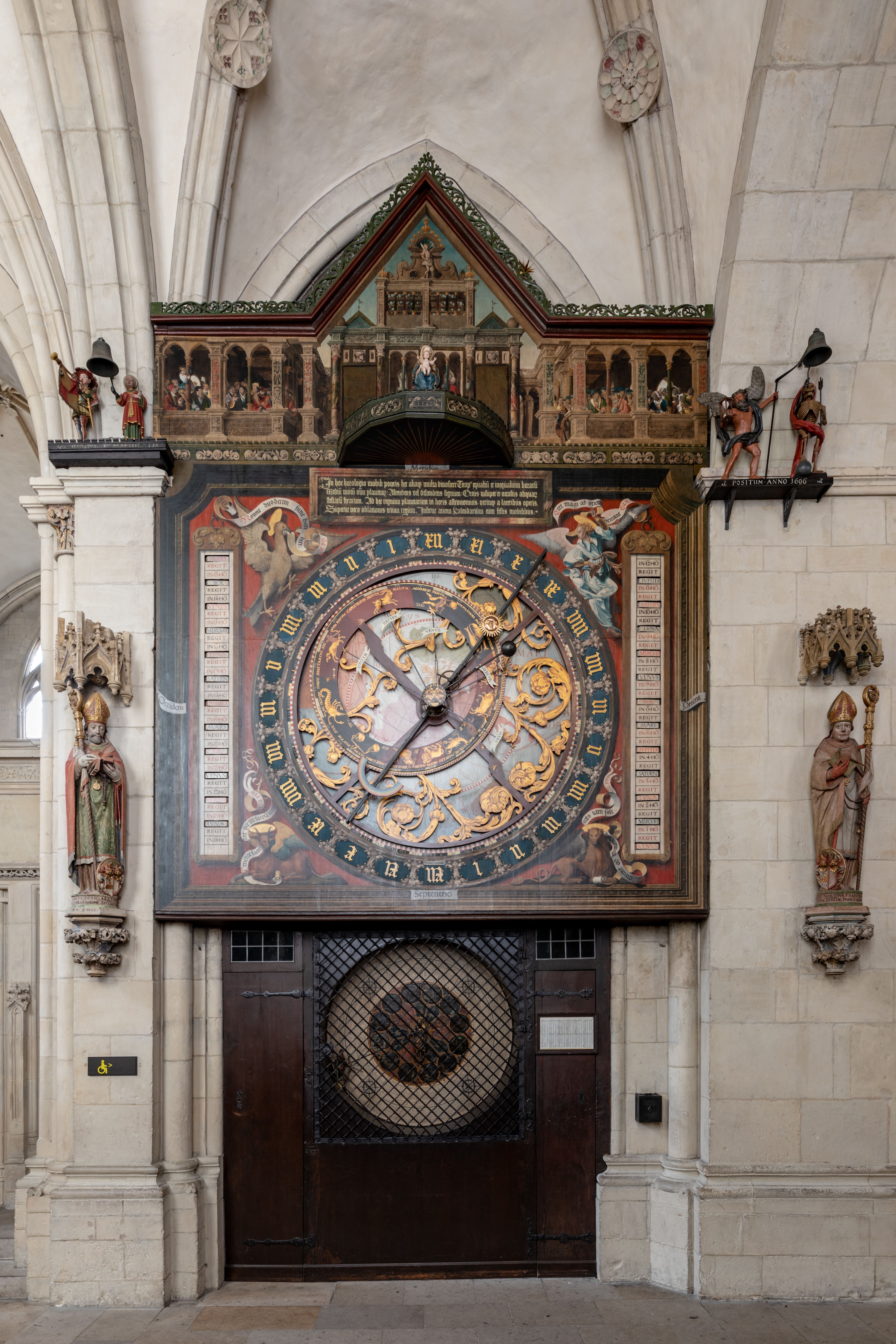
Orloj v katedrále sv. Pavla v Münsteru
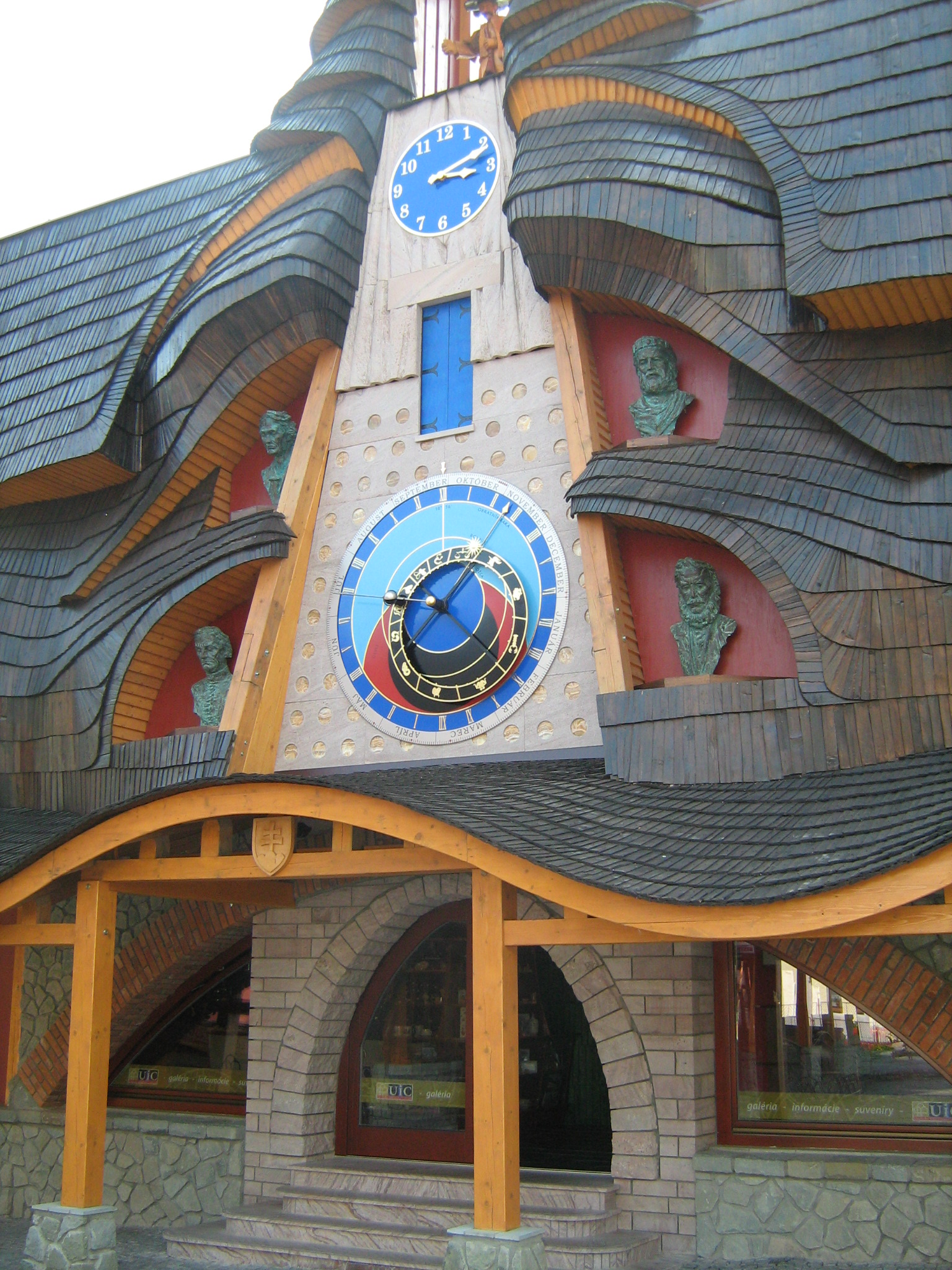
Orloj ve Staré Bystrici
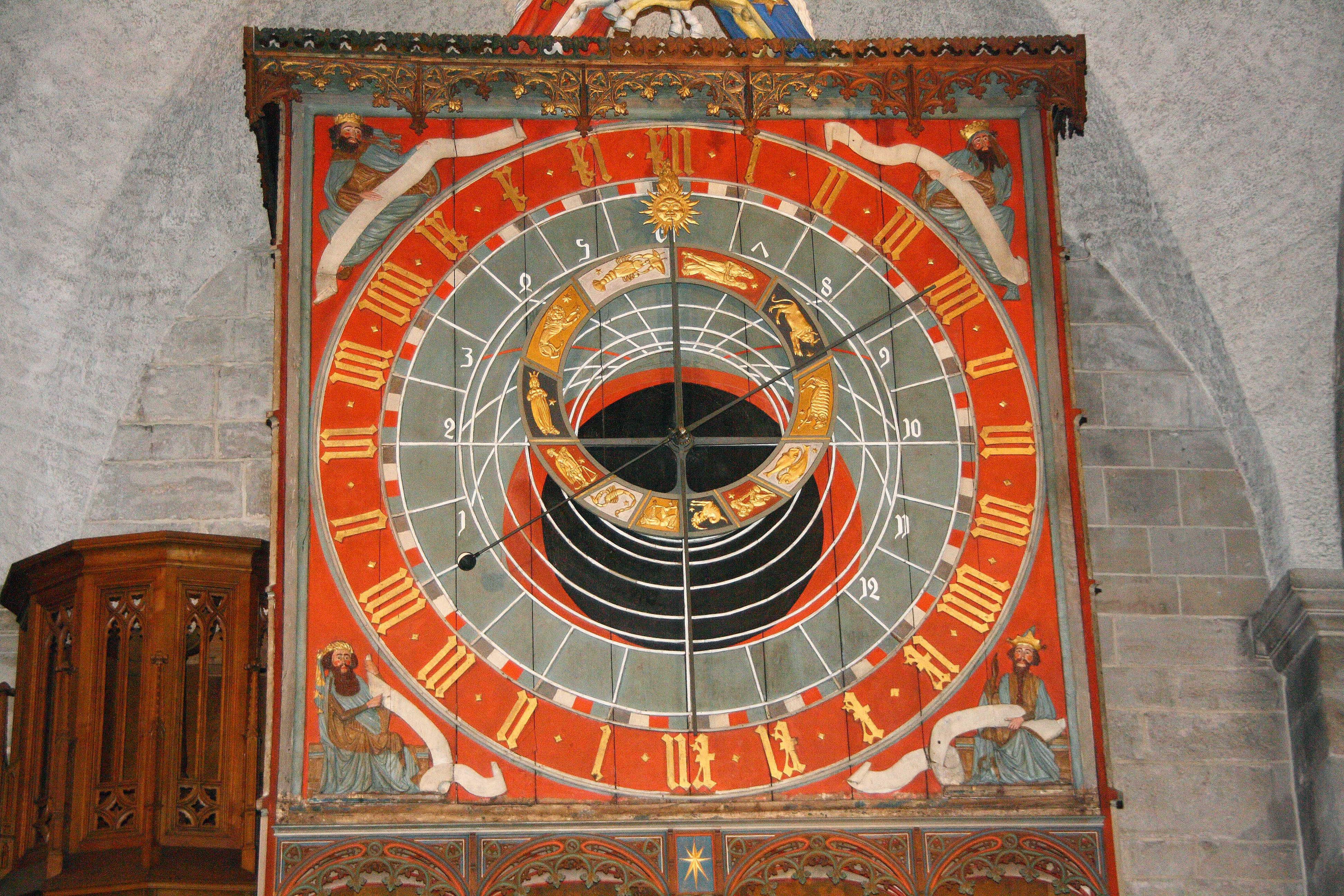
Katedrála v Lundu
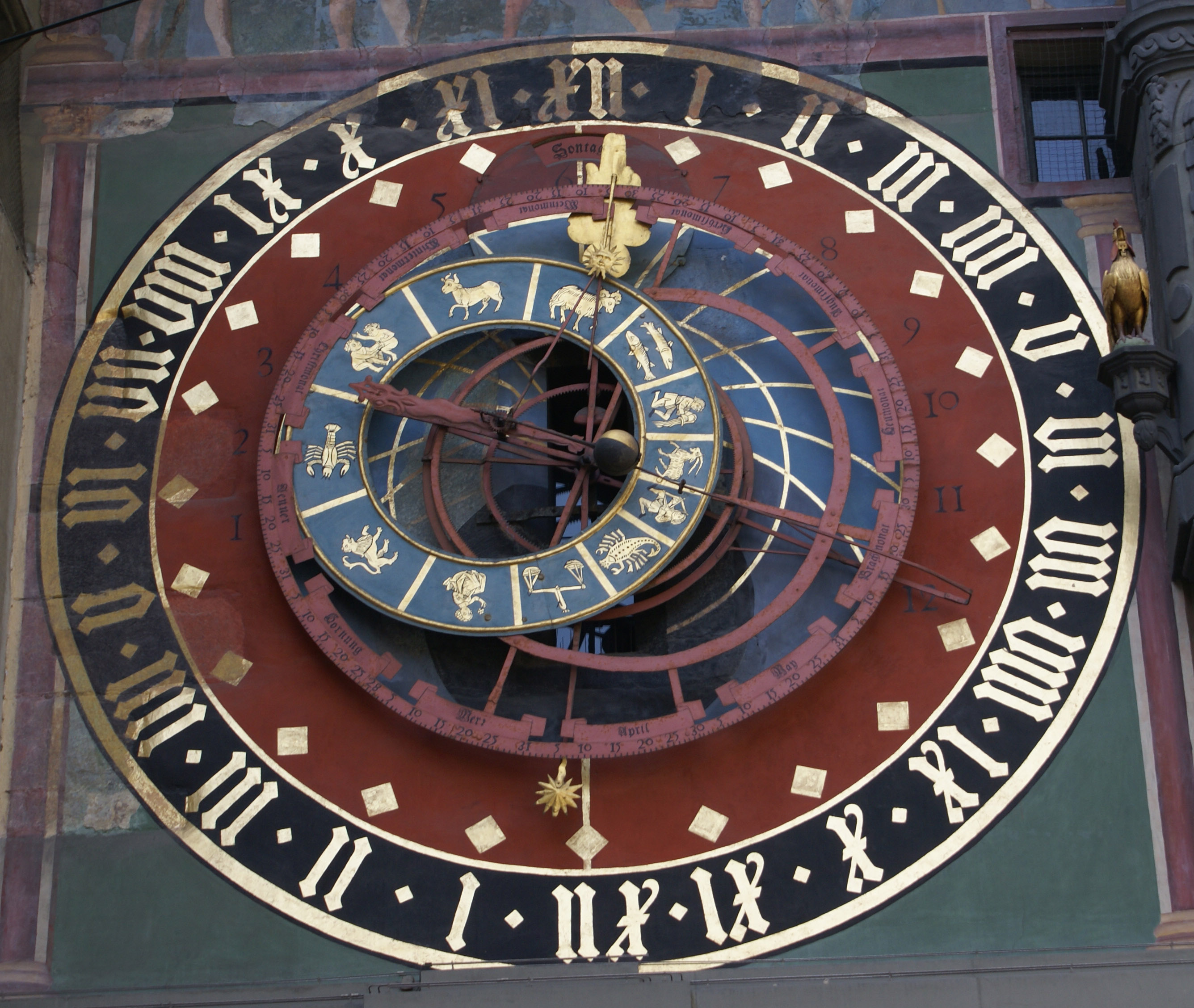
Zytglogge v Bernu
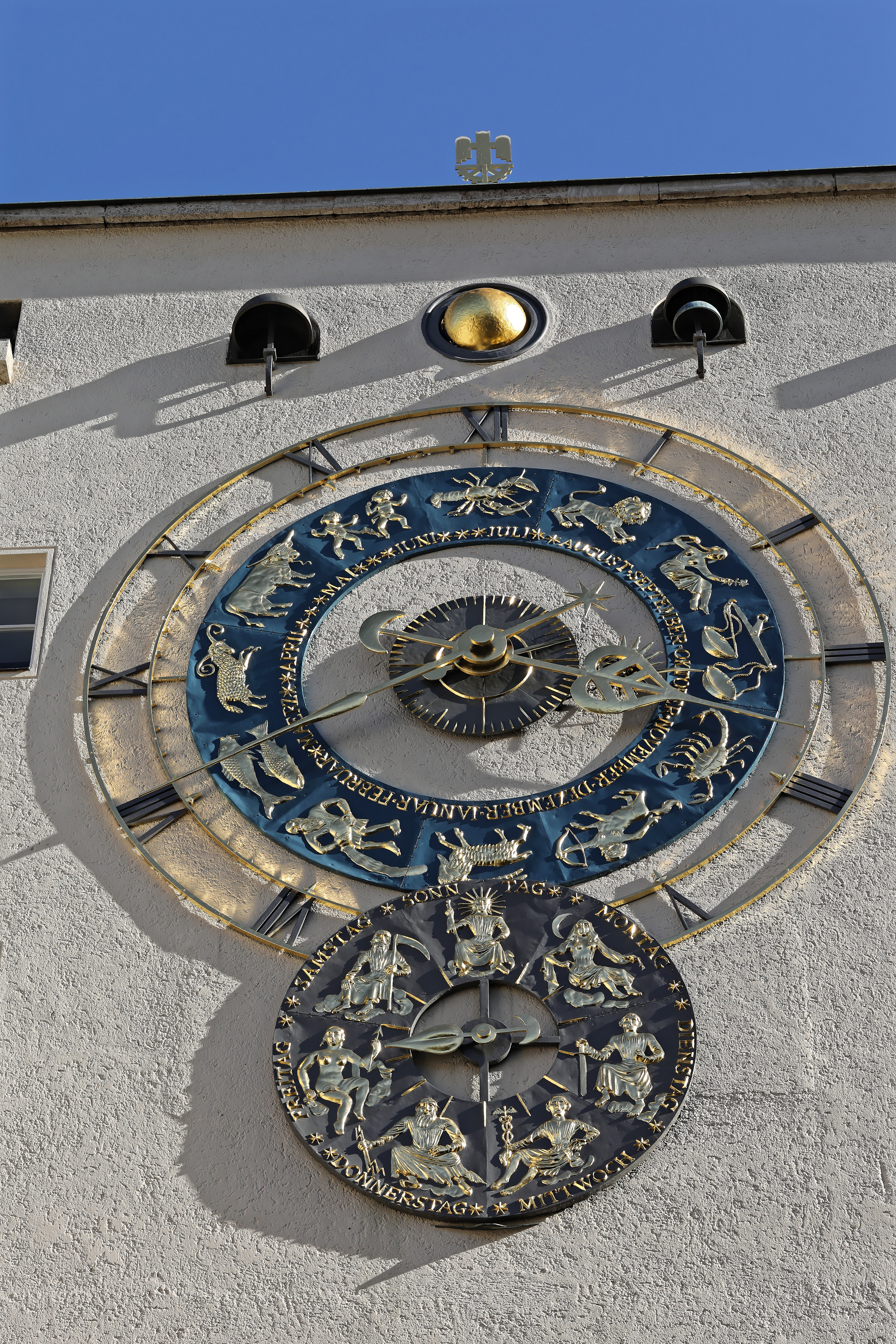
Orloj v Mnichově (1935)
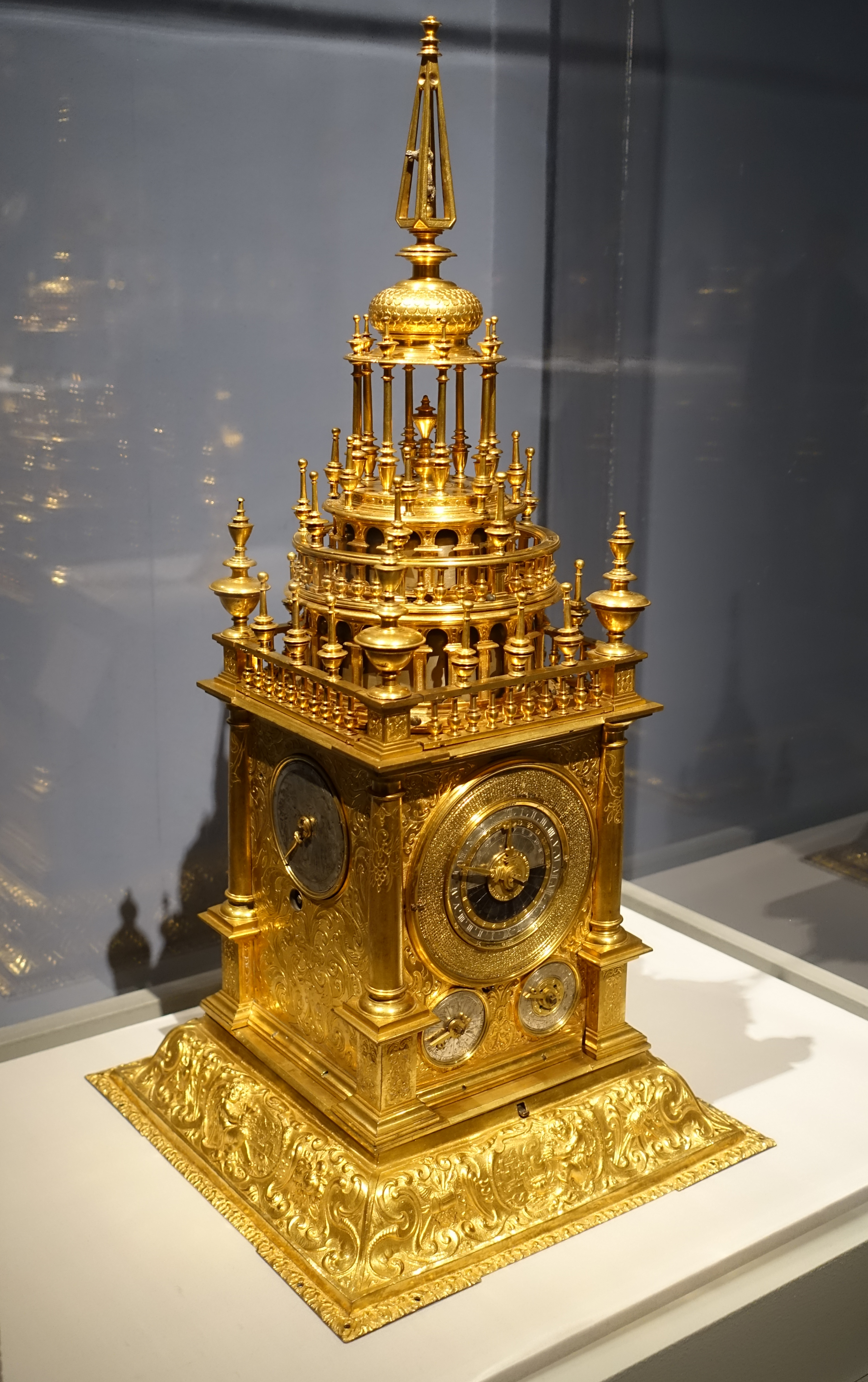
Stolní orloj se zvonkohrou, Augsburg, 1625-1650